# ميخائيل موني
ميخائيل موني (بالإنجليزية: Michael Mooney)‏ هو متسابق يخت أمريكي، ولد في 14 مايو 1930 في نيويورك في الولايات المتحدة، وتوفي في 18 نوفمبر 1985 في واشنطن العاصمة في الولايات المتحدة.

## وصلات خارجية
- ميخائيل موني على موقع الاتحاد الدولي للملاحة الشراعية (موقع جديد) (الإنجليزية)
- ميخائيل موني على موقع الاتحاد الدولي للملاحة الشراعية (موقع قديم) (الإنجليزية)
- ميخائيل موني على موقع اللجنة الأولمبية الدولية (الإنجليزية)
- ميخائيل موني على موقع أوليمبيديا (الإنجليزية)